# Instagram
Instagram (comúnmente abreviado como IG o Insta) es una aplicación y red social propiedad de Meta. Creada por Kevin Systrom y Mike Krieger, fue lanzada el 6 de octubre de 2010. Ganó rápidamente popularidad, llegando a tener más de 100 millones de usuarios activos en abril de 2012 y más de 300 millones en diciembre de 2014, Fue diseñada originalmente para iPhone y a su vez está disponible para sus hermanos iPad y iPod con el sistema iOS 3.0.2 o superior. El 3 de abril de 2012, se publicó una versión para Android y en 2013 se lanzó la versión beta para Windows Phone y oficial para Windows 10 en 2016.
Instagram también posee un medio de comunicación privado para hablar llamado Instagram Direct, y también cuenta con una función llamada «Historias» (en inglés, Stories) donde todas las personas pueden publicar fotografías y vídeos temporales a su perfil, agregando variados filtros y efectos, con una duración máxima de permanencia de 24 horas; además cuenta con otra opción que permite guardar estas en el perfil permanentemente para que puedan ser vistos, como «Historias destacadas». Esta característica permite a los usuarios una función de videos en directo, que también pueden ser guardados para ver con posterioridad y a través de los que pueden interactuar con otros seguidores; compartir gifs; crear y editar reels e incluso hacer videollamadas, una función muy utilizada por los usuarios.
Según datos de DataReportal en enero de 2023 era la cuarta red social más utilizada a nivel mundial, con alrededor de 2000 millones de usuarios activos mensuales. En enero de 2024, la cuenta con más seguidores es la propia de Instagram, con 667 millones de seguidores. El hombre más seguido es el futbolista portugués Cristiano Ronaldo con 619 millones de seguidores, mientras que la mujer más seguida es la actriz y cantante estadounidense Selena Gomez con 429 millones de seguidores.

## Historia
El desarrollo de Instagram se inició en San Francisco, cuando Kevin Systrom y Mike Krieger optaron por centrar sus múltiples funciones HTML5 check-in Burbn en un proyecto de fotografía móvil. El producto fue lanzado en el Apple App Store el 6 de octubre de 2010.
Poco después del lanzamiento, Josh Riedel se unió al equipo como gerente de la comunidad. Shayne Sweeney se unió en noviembre de 2010 como ingeniero y Jessica Zollman fue contratada como encargada de promoción en agosto de 2011.
En el mes de enero de 2011, Instagram añadió hashtags para ayudar a los usuarios a descubrir las fotos que los demás compartían sobre un mismo tema. Animaba así a sus usuarios a añadir hashtags relevantes y específicos, en lugar de etiquetar palabras como foto con el objetivo de hacer las fotografías más populares, atraer a un mayor número de fanáticos y conseguir más me gusta.
En septiembre de 2011, la versión 2.0 se puso en marcha en la App Store. Se incluyeron nuevos filtros en vivo, opción de aplicar efectos de desenfoque a áreas concretas, edición de imágenes de alta resolución, bordes opcionales, botón de rotación de la imagen y un botón de actualización.
El 3 de abril de 2012 salió la versión abierta al público para Android. Algunas semanas antes, Instagram había anunciado que estaba llevando a cabo pruebas en Android mediante una beta cerrada. En ese momento, se dio la posibilidad de registrarse en una web para recibir un aviso una vez que fuera lanzada la aplicación final, lo que hicieron unas 430 000 personas. Una vez lanzada, la versión para Android consiguió más de un millón de descargas en menos de 24 horas. En los tres meses siguientes Instagram fue evaluado más de un millón de veces por los usuarios de Google Play, convirtiéndose de esta forma en la quinta aplicación más evaluada en mayo de 2013, con más de 4 millones de veces. Asimismo, se liberó la API de la aplicación permitiendo a terceros crear sus propias apps que incluyesen los servicios de Instagram como Instamaps, Instahood o Instaweather.
El 9 de abril de 2012, se anunció que Facebook había adquirido la compañía por mil millones de USD.
A partir de la versión 4.0 la aplicación permite al usuario la toma de vídeos con una duración máxima de 1 minuto. Esta nueva herramienta incluye estabilización de imagen.
El 17 de diciembre de 2012, Instagram actualizó sus términos de privacidad y condiciones de uso, otorgándose así el derecho a vender las fotos de los usuarios a terceros sin notificación o compensación a partir del 16 de enero de 2013. La crítica de los defensores de la privacidad, los consumidores, National Geographic y celebridades como Kim Kardashian llevó a Instagram a deshacer los cambios impuestos en la declaración de los términos de privacidad. Aun así, Instagram perdió gran parte de usuarios, que optaron por cambiarse a otros servicios similares a Instagram. Instagram está trabajando actualmente en el desarrollo de un nuevo texto para reemplazar los términos controvertidos.
El 2 de mayo de 2013, Instagram introdujo la posibilidad de etiquetar a personas y marcas en cualquiera de las fotos. De esta forma, satisfacía una de las características más demandadas por los usuarios. El 12 de diciembre de ese mismo año integró Instagram Direct, es la forma de enviar mensajes directos y privados con fotografías o vídeos, tal como los mensajes de Facebook.
En 2014, Windows Phone empezó a contar con la aplicación en fase beta, pudiendo utilizar todas sus funciones excepto la de subir vídeos. Mientras en Windows 10 Mobile ya se encuentra la versión completa de la aplicación, luego de estar tanto tiempo en versión beta.
En 2015 se incorporó la posibilidad de pautar publicidad desde la plataforma de avisos de Facebook para y en Instagram.
En mayo de 2016, Instagram renueva su logotipo, dejando la característica cámara vintage por un diseño más colorido, es simplemente una cámara detrás de un arco iris en gradiente, según la compañía.
En agosto de 2016, Instagram añade la posibilidad de subir fotos y vídeos cuya duración está limitada a 24 horas (un día) en un nuevo apartado llamado Instagram Stories. Estas publicaciones se pueden acompañar de filtros y stickers y hay varios formatos, como texto, música, directo, boomerang, superzoom, focus, rewind y manos libres.
En enero de 2018 Instagram se vinculó con la página Giphy, la cual permite agregar una variedad de imágenes Graphics Interchange Format (GIF) al material que se quiera compartir. En junio de 2018 se lanzó IGTV (Instagram TV), una función que permitía subir videos de más de un minuto y transmitir vídeos en vivo a través de Instagram, aunque el servicio no tuvo una buena acogida y fue descontinuada en 2022. En septiembre de 2018 los fundadores de la compañía, Systrom y Krieger, se retiraron de la gestión de la misma, dejándola completamente en manos de Facebook.
En noviembre de 2019, la red social eliminó la pestaña Suscripciones para «evitar malentendidos». En la pestaña se podía realizar un seguimiento de las acciones de otros usuarios: me gusta, comentarios y suscripciones.

## Logotipo
El logotipo de Instagram ha experimentado varios cambios a lo largo de su historia.
- El primer icono de Instagram fue diseñado por el CEO y cofundador de la plataforma, Kevin Systrom. Estaba inspirado en la Polaroid vintage y presentaba una cámara con una franja de arcoíris.[22][23]

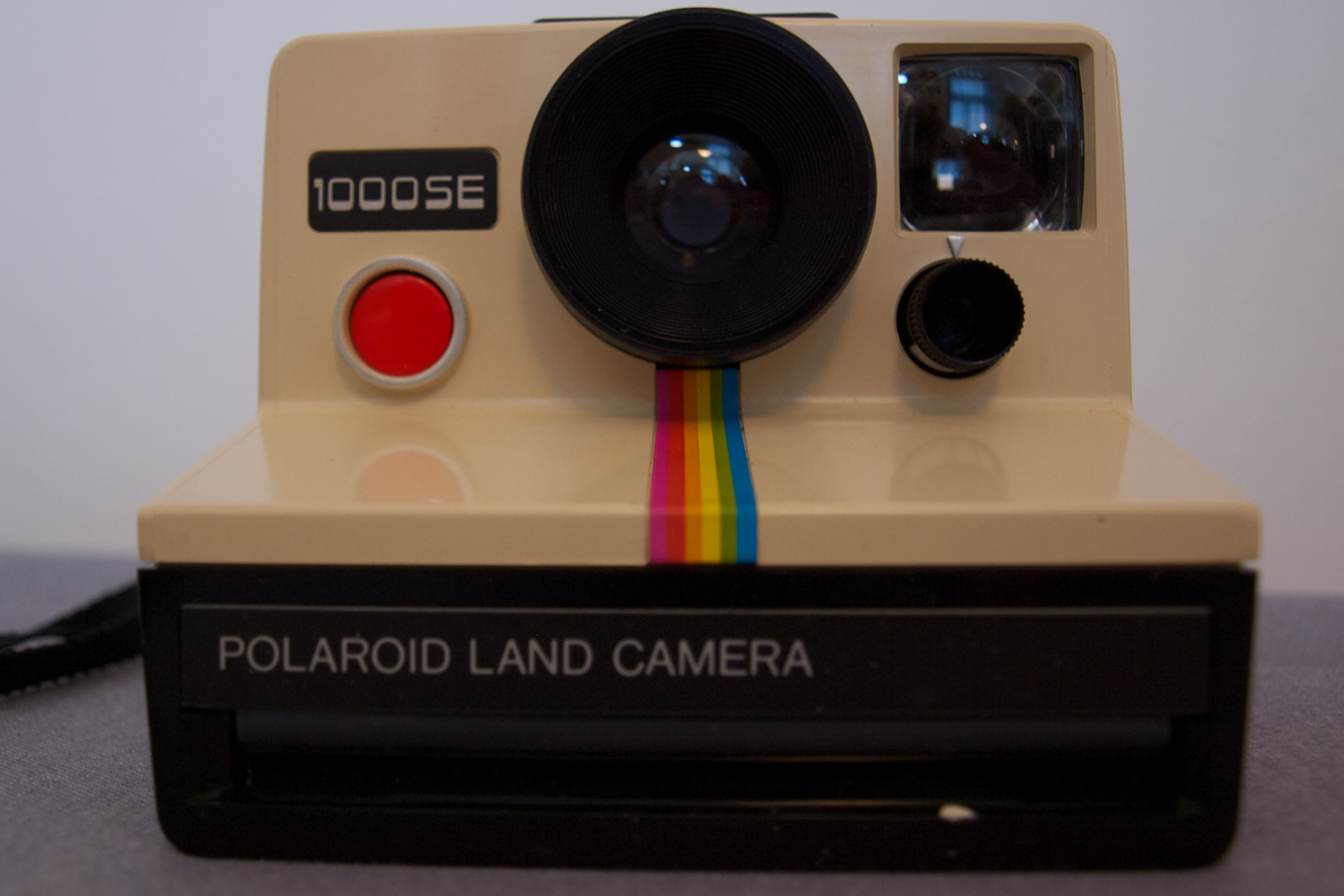
Cámara Polaroid vintage, fuente de inspiración para el primer logotipo de Instagram.

- En 2010, se lanzó una segunda versión del logotipo que era similar al original, pero con algunos ajustes. Aunque el aspecto general seguía siendo el mismo, a Cole Rise se le ocurrió una imagen más minimalista inspirada en una cámara Bell & Howell de la década de 1950.[23]
- Un año más tarde, en 2011, el logo se actualizó con algunos detalles; dándole más luz al mismo y colocando la palabra «INSTA» debajo del emblema arcoíris.[23]
- El logotipo actual de Instagram fue diseñado por el tipógrafo y diseñador Mackey Saturday en 2016. Presenta un diseño más minimalista y limpio, con un fondo degradado que va del morado al rosa. Las letras "Instagram" están escritas en una fuente cursiva.[24]

## Impacto
El 11 de marzo de 2012, Instagram anunció que había alcanzado la cifra de 27 millones de usuarios registrados. Sin embargo, a principios de septiembre de 2012, Mark Zuckerberg, el director ejecutivo de Facebook, anunció que la red social ya tenía más de 100 millones de usuarios registrados.
En mayo de 2012, a cada segundo se subían 58 fotografías y se unía un usuario más a la aplicación. El número total de fotografías subidas había superado los mil millones.
El 9 de agosto de 2012, la cantante inglesa Ellie Goulding estrenó un original videoclip de su canción Anything could happen. El video consta solamente de fotografías retocadas con los filtros típicos de Instagram. Con dichas fotografías se representan palabras o letras de la canción. En casi cuatro minutos de video se utilizaron más de 1200 fotografías diferentes.
El 27 de febrero de 2013, Instagram anunció que contaba con 100 millones de usuarios activos, solo dos años y medio después de la primera puesta en marcha. Significó un aumento de aproximadamente 10 millones de usuarios en poco más de un mes.
Finalmente, en noviembre de 2018, se confirma que Instagram llega a superar los 1000 millones de usuarios activos.
Se estima que el crecimiento de Instagram tiene relación con las nuevas funcionalidades que fue agregando a lo largo de los años. Una de las últimas fue Instagram Shopping. Esta herramienta permite etiquetar hasta cinco productos en una sola foto (o hasta 20 en formato carrusel), y se puede usar tanto en las publicaciones del feed como en las historias (stories) de Instagram. De esta manera, una marca puede mostrar un producto con una etiqueta, su precio y redirigir a las personas a la tienda en línea para que concreten la compra. Instagram Shopping se lanzó por primera vez en Estados Unidos durante 2017 como una especie de prueba para descubrir qué tal funcionaba la herramienta en el mercado del ecommerce norteamericano. Luego de ese período de evaluación, y aprobada por los consumidores estadounidenses, Instagram shopping se expandió progresivamente a otros países como Francia, Reino Unido, España, Argentina, Brasil, Colombia, México, entre otros. La empresa tiene planeado seguir extendiendo la funcionalidad a territorios como Argelia, Chile, Costa Rica, Egipto, Hong Kong, India, Turquía y muchos más.[cita requerida]

## Funciones y herramientas

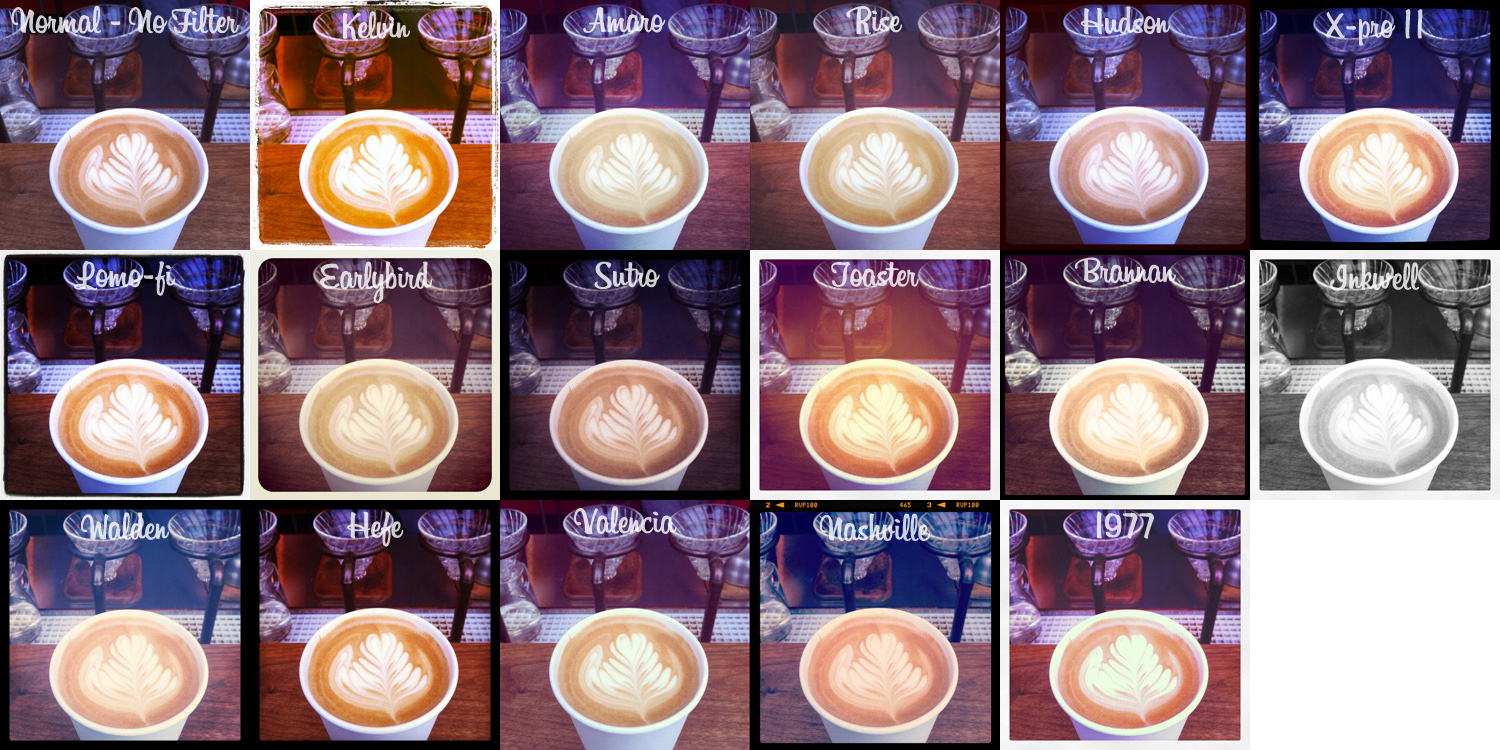
Un collage de fotos de una imagen sin procesar (arriba a la izquierda) modificada con los 16 filtros de Instagram diferentes disponibles en 2011.

Los usuarios de Instagram pueden aplicar efectos fotográficos como filtros, marcos, similitudes térmicas, áreas subyacentes en las bases cóncavas, colores retro y posteriormente compartir las fotografías en la misma red social o en otras como Facebook, Tumblr, Flickr y Twitter. Una característica distintiva de la aplicación es que da una forma cuadrada a las fotografías en honor a la Kodak Instamatic y las cámaras Polaroid, contrastando con la relación de aspecto 16:9 y 4:3 que actualmente usan la mayoría de las cámaras de teléfonos móviles pero que el 19:9 no quiere soportarlo. Hoy en día, las fotos pueden estar en horizontal y en vertical sin el uso de los bordes blancos, aunque estas son recortadas parcialmente.
Instagram se identifica por sus conocidos filtros que provienen de Polaroid que hacen referencia a que fueron tomadas por las mismas.
- Clarendon: Intensifica las sombras e ilumina los reflejos. Originalmente lanzado como un filtro solo para vídeo.
- Gingham: Lava las fotos. Da un tono amarillento cuando se usa en fotos oscuras o un aspecto más brillante y soñoliento cuando se usa en fotos claras.
- Moon: Versión en blanco y negro de Gingham, con sombras ligeramente más intensas.
- Lark: Desatura los rojos mientras amplifica azules y verdes: hace que los paisajes cobren vida.
- Reyes: Le da a las fotos un aspecto polvoriento y vintage.
- Juno: Matiza los tonos fríos en verde, hace que los tonos cálidos resalten y los blancos brillen.
- Slumber: Desatura la imagen y agrega bruma para una apariencia retro y soñolienta, con énfasis en negros y azules y amarillos.
- Crema: Agrega una apariencia cremosa que calienta y enfría a la vez la imagen.
- Ludwig: Un ligero toque de desaturación que también mejora la luz.
- Aden: Da un aspecto natural de azules y verdes.
- Perpetua: Añade un aspecto pastel, ideal para retratos.
- Amaro: Agrega luz a la imagen, con un foco en el centro.
- Mayfair: Aplica un tono rosado cálido, viñetas sutiles para iluminar el centro de la fotografía y un borde negro delgado.
- Rise: Agrega un «resplandor» a la imagen, con una iluminación más suave del sujeto.
- Hudson: Crea una ilusión «helada» con sombras intensas, tinte frío y centro esquivado.
- Valencia: Desvanece la imagen al aumentar la exposición y calentar los colores, dándole un toque antiguo
- X-Pro II: Aumenta la vitalidad del color con un tinte dorado, alto contraste y una leve viñeta agregada a los bordes.
- Sierra: Da un aspecto desvaído y suave.
- Willow: Un filtro monocromático con sutiles tonos morados y un borde blanco translúcido.
- Lo-Fi: Enriquece el color y agrega sombras fuertes mediante el uso de saturación y «calentamiento» de la temperatura.
- Earlybird: Le da a las fotografías una apariencia más antigua con un tono sepia y una temperatura cálida.
- Brannan: Aumenta el contraste y la exposición y agrega un tinte metálico.
- Inkwell: Cambio directo a blanco y negro - sin edición adicional.
- Hefe: Alto contraste y saturación, con un efecto similar al Lo-Fi pero no tan dramático.
- Nashville: Calienta la temperatura, reduce el contraste y aumenta la exposición para dar un ligero tinte «rosado», dándole un aire «nostálgico».
- Sutro: Quema los bordes de las fotos, aumenta los reflejos y las sombras dramáticamente con un enfoque en los colores morado y marrón.
- Toaster: Hace que se «queme» el centro de la imagen y agrega una viñeta dramática.
- Walden: Aumenta la exposición y agrega un tinte amarillo.
- 1977: Una mayor exposición con un tinte rojo da a la fotografía una apariencia rosada, brillante y desvaída.
- Kelvin: Aumenta la saturación y la temperatura para darle un «resplandor» radiante.
- Stinson: Filtro sutil que ilumina la imagen, eliminando ligeramente los colores.
- Vesper.
- Maven.
- Ginza.
- Skyline.
- Dogpatch.
- Brooklyn.
- Helena.
- Ashby.
- Charmes.

Dentro de la modalidad de las historias, también existen diversos filtros para editar los videos y fotos que se comparten, a los cuales se les otorgó nombres de ciudades del mundo y son:
- Paris: Da un efecto de brillo y tiene un tono azulado.
- Río de Janeiro: Da un efecto de colores degradados, del morado al amarillo.
- Tokyo: Da un efecto blanco y negro.
- Cairo: Da un matiz amarillento y vintage.
- Jaipur: Da un matiz rosado y con claridad.
- New York: Crea un efecto de viñeta obscurecida y resalta los tonos obscuros.
- Buenos Aires: Realza las luces y satura los tonos obscuros.
- Abu Dabi: Suaviza la imagen y realza los tonos amarillos.
- Jakarta: Realza las luces y da un tono pálido.
- Melbourne: Disminuye la saturación y suaviza.
- Lagos: Suaviza la imagen en un tono amarillento.
- Oslo: Realza las sombras.

### Hashtags
En enero de 2011, Instagram introdujo hashtags para ayudar a los usuarios a descubrir tanto fotos como a otros. Instagram anima a los usuarios a crear etiquetas tanto específicas como relevantes, en lugar de etiquetar palabras genéricas como «foto», para hacer que las fotografías se destaquen y atraer a usuarios de Instagram de ideas afines.
Los usuarios de Instagram han creado «tendencias» a través de hashtags. Las tendencias que se consideran las más populares en la plataforma a menudo destacan un día específico de la semana para publicar el material. Ejemplos de tendencias populares incluyen #SelfieSunday, en el que los usuarios publican una foto de sus caras los domingos; #MotivationMonday, en el que los usuarios publican fotos de motivación los lunes; #TransformationTuesday, en el que los usuarios publican fotos que destacan las diferencias del pasado al presente; #WomanCrushMonday, en el que los usuarios publican fotos de mujeres en las que tienen un interés romántico o que ven favorablemente, así como su contraparte #ManCrushMonday centrada en los hombres; y #ThrowbackThursday, en el que los usuarios publican una foto de su pasado, destacando un momento en particular.
En diciembre de 2017, Instagram comenzó a permitir a los usuarios seguir hashtags, que muestran aspectos destacados relevantes del tema en sus feeds.
Se crearon como una forma de competir con Twitter.

### Instagram Direct
En diciembre de 2013, Instagram anunció Instagram Direct, una función que permite a los usuarios interactuar a través de mensajes privados. Los usuarios que se siguen pueden enviar mensajes privados con fotos y videos, en contraste con el requisito de solo público que existía anteriormente. Cuando los usuarios reciben un mensaje privado de alguien a quien no siguen, el mensaje se marca como pendiente y el usuario debe aceptar para verlo. Los usuarios pueden enviar una foto a un máximo de 15 personas. La función recibió una actualización importante en septiembre de 2015, agregando hilos de conversación y haciendo posible que los usuarios compartan ubicaciones, páginas de hashtags y perfiles a través de mensajes privados directamente desde el servicio de noticias. Además, los usuarios ahora pueden responder a mensajes privados con texto, emoji o haciendo clic en un icono de corazón. Una cámara dentro de Direct permite a los usuarios tomar una foto y enviarla al destinatario sin salir de la conversación. Una nueva actualización de noviembre de 2016 permite a los usuarios hacer que sus mensajes privados «desaparezcan» después de que el destinatario los vea, y el remitente recibe una notificación si el destinatario toma una captura de pantalla.
En abril de 2017, Instagram rediseñó Direct para combinar todos los mensajes privados, tanto permanentes como efímeros, en los mismos hilos de mensajes. En mayo, Instagram hizo posible enviar enlaces a sitios web en mensajes, y también agregó soporte para enviar fotos en su orientación original vertical u horizontal sin recortar.
En abril de 2020, Direct se volvió accesible desde el sitio web de Instagram.

### Instagram Stories
En agosto de 2016, Instagram lanzó Instagram Stories, una función que permite a los usuarios tomar fotos, agregar efectos y capas, y agregarlos a su historia de Instagram. Las imágenes subidas a la historia de un usuario caducan después de 24 horas. Los medios notaron las similitudes de la función con Snapchat. En respuesta a las críticas de que copiaba la funcionalidad de Snapchat, el CEO Kevin Systrom dijo a Recode que «Día uno: Instagram fue una combinación de Hipstamatic, Twitter [y] algunas cosas de Facebook como el botón 'Me gusta'. Puedes rastrear las raíces de cada característica que cualquiera tiene en su aplicación, en algún lugar de la historia de la tecnología». Aunque Systrom reconoció las críticas como «justas», Recode escribió que «comparó las características comunes de las dos aplicaciones sociales con la industria automotriz: pueden coexistir múltiples compañías automotrices, con suficientes diferencias entre ellas para que atiendan a diferentes audiencias de consumidores». Systrom declaró además que «Cuando adoptamos [Historias], decidimos que una de las cosas realmente molestas del formato es que seguía funcionando y no se podía pausar para mirar algo, no se podía rebobinar. Lo hicimos todo eso, lo implementamos». También le dijo a la publicación que Snapchat «originalmente no tenía filtros. Adoptaron filtros porque Instagram tenía filtros y muchos otros estaban tratando de adoptar filtros también».
En noviembre, Instagram agregó la funcionalidad de video en vivo a las Historias de Instagram, lo que permite a los usuarios transmitirse en vivo, y el video desaparece inmediatamente después de finalizar.
En enero de 2017, Instagram lanzó anuncios que se pueden omitir, donde aparecen anuncios de fotos de cinco segundos y videos de 15 segundos entre diferentes historias.
En abril de 2017, Instagram Stories incorporó pegatinas de realidad aumentada, un «clon» de la funcionalidad de Snapchat.
En mayo de 2017, Instagram amplió la función de pegatinas de realidad aumentada para admitir filtros faciales, lo que permite a los usuarios agregar características visuales específicas en sus rostros. Más tarde, en mayo, TechCrunch informó sobre las pruebas de una función de Historias de ubicación en Historias de Instagram, donde el contenido de Historias públicas en una ubicación determinada se compila y muestra en la página de Instagram de una empresa, punto de referencia o lugar. Unos días después, Instagram anunció la «Búsqueda de historias», en la que los usuarios pueden buscar ubicaciones geográficas o hashtags y la aplicación muestra contenido de Historias públicas relevantes con el término de búsqueda.
En junio de 2017, Instagram revisó su funcionalidad de video en vivo para permitir a los usuarios agregar su transmisión en vivo a su historia para disponibilidad en las próximas 24 horas, o descartar la transmisión inmediatamente.En julio, Instagram comenzó a permitir a los usuarios responder al contenido de las Historias enviando fotos y videos, con efectos de Instagram como filtros, pegatinas y hashtags.
Las historias estuvieron disponibles para su visualización en los sitios web móviles y de escritorio de Instagram a fines de agosto de 2017.
El 5 de diciembre de 2017, Instagram presentó «Historias destacadas», también conocidas como «Historias permanentes», que son similares a las Historias de Instagram, pero que no caducan. Aparecen como círculos debajo de la foto de perfil y la biografía y también son accesibles desde el sitio web de escritorio.
En junio de 2018, los usuarios de historias activos diarios de Instagram habían alcanzado los 400 millones de usuarios, y los usuarios activos mensuales habían alcanzado los mil millones de usuarios activos.
En diciembre de 2024, Instagram anunció que estaba probando una función diseñada para ayudar a los usuarios a reconectarse con contenido que podrían haber perdido de sus seguidores mutuos. Esta nueva funcionalidad muestra Historias Destacadas no vistas al final de la bandeja de Historias, que se encuentra en la parte superior del feed. De esta manera, los usuarios pueden acceder fácilmente a Historias seleccionadas de la semana pasada que podrían no haber visto anteriormente. Es importante destacar que esta función solo mostrará Historias Destacadas, que son colecciones curadas de Historias guardadas por los usuarios, en lugar de las Historias estándar que desaparecen después de 24 horas. Los usuarios solo podrán ver estas Historias Destacadas después de haber visto todas las Historias actuales en su bandeja, lo que significa que aquellos que siguen a muchas cuentas pueden encontrar difícil ver estas actualizaciones.

#### IGTV
IGTV es una aplicación de video vertical lanzada por Instagram en junio de 2018. La funcionalidad básica también está disponible dentro de la aplicación y el sitio web de Instagram. IGTV permite cargas de hasta 10 minutos de duración con un tamaño de archivo de hasta 650 MB, y los usuarios verificados y populares permiten cargar videos de hasta 60 minutos de duración con un tamaño de archivo de hasta 5,4 GB. La aplicación comienza a reproducir videos automáticamente tan pronto como se lanza, lo que el CEO Kevin Systrom contrastó con los hosts de video donde primero se debe ubicar un video.

#### Reels
En noviembre de 2019, se informó que Instagram había comenzado a poner a prueba una nueva función de video conocida como «Reels» en Brasil, que luego se expandió a Francia y Alemania. Es similar en funcionalidad al servicio chino para compartir videos TikTok, con un enfoque en permitir a los usuarios grabar videos cortos configurados con clips de sonido preexistentes de otras publicaciones. Reels también se integra con los filtros de Instagram y las herramientas de edición existentes.
En julio de 2020, Instagram lanzó Reels en India después de que TikTok fuera prohibido en el país.
El 5 de agosto de 2020, Reels se lanzó oficialmente en 50 países, incluidos Estados Unidos y Reino Unido.

### Creator Studio
Es una herramienta pensada para creadores de contenido o influencers que ayuda con las estadísticas, la gestión de los mensajes y comentarios, como también a la monetización.

## Comunidad

### Weekend Hashtag Project
El «Weekend Hashtag Project» es un proyecto lanzado desde Instagram que anima a los usuarios a subir fotografías creativas al servicio de un tema determinado, escogido previamente por la Comunidad Instagram. Los seguidores reciben el proyecto de fin de semana todos los viernes, y han de subir sus fotografías acompañadas de una marca correspondiente.

### Worldwide InstaMeet

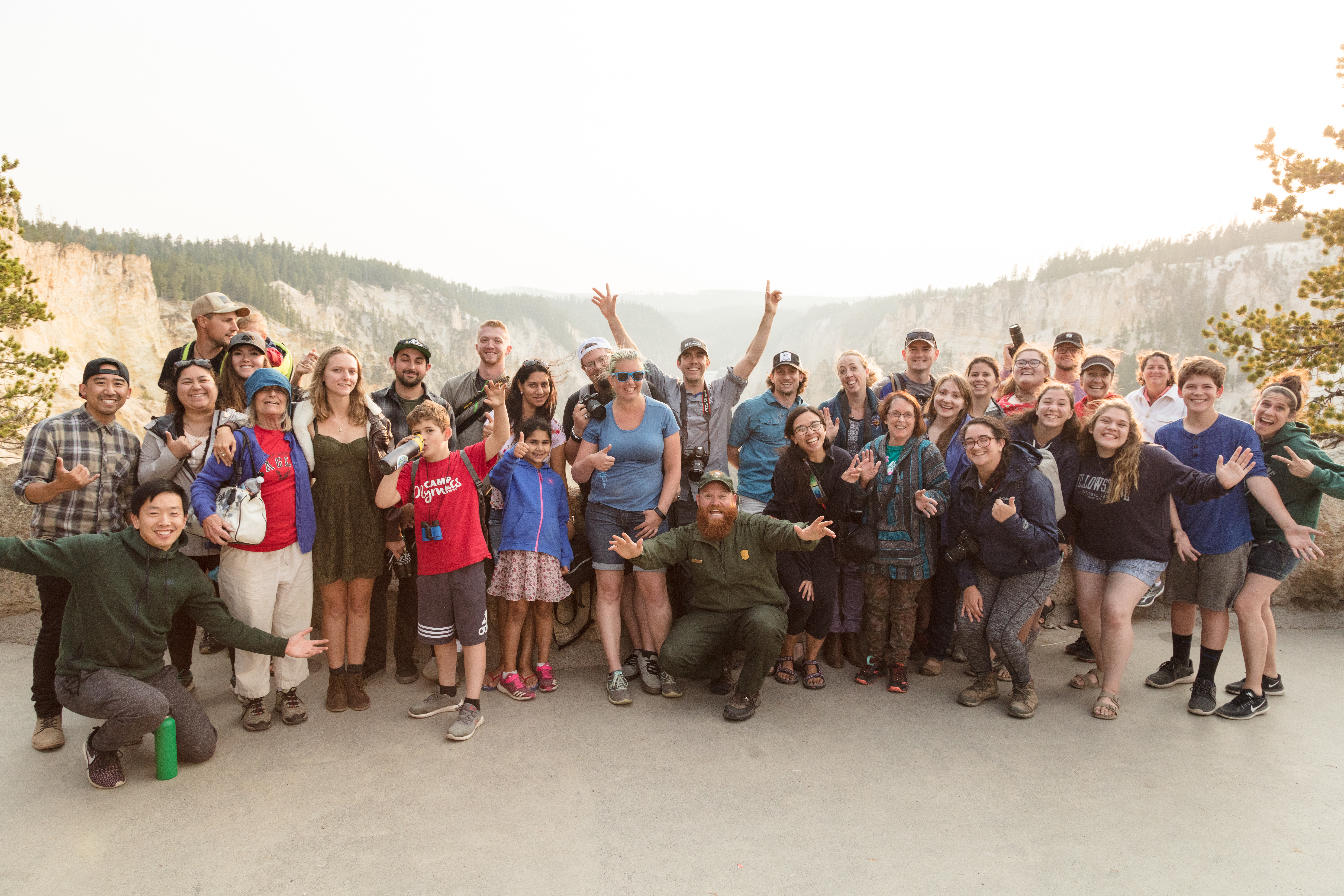
Grupo de instagramers en Yellowstone.

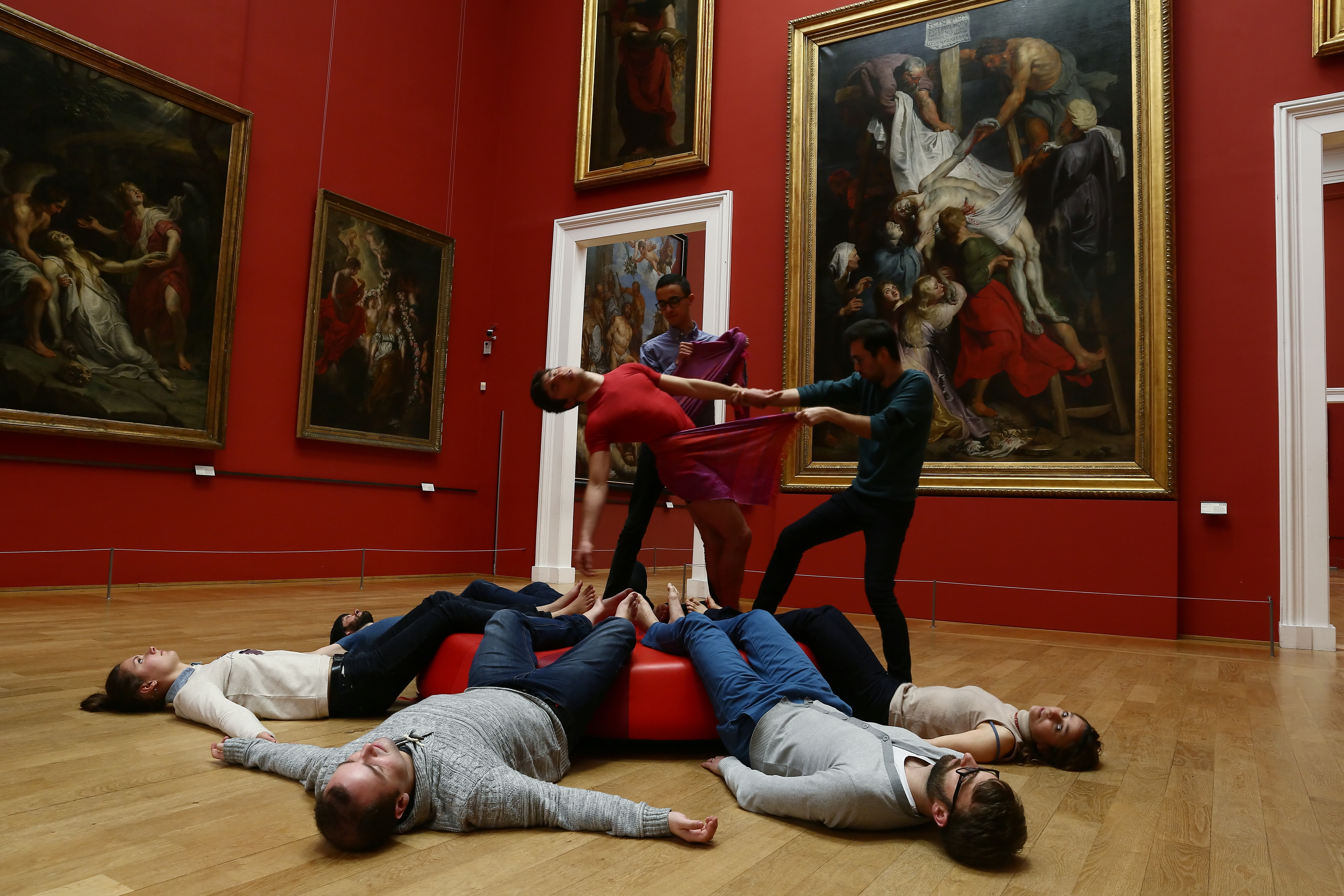
Participantes posando para una fotografía.

A causa de la expansión de usuarios en la plataforma, muchos fotógrafos de la comunidad de Instagram han decidido organizar eventos donde se reúnen a compartir su gusto por la fotografía. Generalmente estos son organizados por moderadores de grupos regionales, instagramers o por personas de relevancia en la plataforma.
Este evento se organiza anualmente en lugares icónicos de los diversos países. En los Estados Unidos solo se eligen lugares que permitan la toma de fotografías como parques nacionales, bosques, playas, museos o parques arqueológicos, entre otros lugares.
Por otra parte, en países europeos es común que se realiza en plazas en fechas festivas.
También es realizado en los países del resto del continente americano.
Para etiquetar y organizar las fotografías del evento, de utiliza el hashtag WWIM y el número de la edición del evento.

## Críticas
Instagram también ha sido criticado por afectar negativamente la salud mental de los adolescentes, sus cambios de política e interfaz y por su supuesta censura.

### Atributos corporales
En octubre de 2013 fue eliminada la cuenta en Instagram de la fotógrafa canadiense Petra Collins, luego de que posteara una foto de ella misma en bikini donde sobresalía una pequeña parte superior de su vello púbico, sin ser visibles sus genitales. Esto provocó un revuelo mediático y debates con respecto a como son aplicadas las políticas de uso de Instagram y sus normas comunitarias, donde luego de este incidente, Collins publicó un artículo en HuffPost bajo el título «¿Por qué Instagram censura mi cuerpo?». Producto de esto, fue también publicada una crítica en el diario The Daily Dot referente a quién decide lo que es contenido sexualmente sugerente en esta red social y bajo cuales criterios más allá de lo explícitamente pornográfico. En esa misma línea, la cantante Madonna realizó una crítica luego de que en noviembre de 2021, la plataforma eliminó de su cuenta oficial una fotografía de ella a sus 63 años, vestida y donde exhibía parcialmente uno de sus pezones, tan solo un tiempo después de que fuera posteada por la propia artista. Finalmente, volvió a subir la misma fotografía cubriendo el área de su pezón con un emoji, añadiendo la descripción «Estoy volviendo a subir fotografías que Instagram quitó sin previo aviso ni notificación».

### Baneo en la sombra
Pese a que Instagram no lo ha confirmado de manera oficial, sitios especializados en redes sociales han publicado diversos artículos sobre el posible baneo en la sombra que realiza la plataforma deliberadamente, bajo sus propios criterios y sin notificar al usuario, censurando cierto contenido que alteran los algoritmos y la manera en cómo interactúan los usuarios a través de su interfaz, como por ejemplo, suprimiendo la cuenta de usuario del motor de búsqueda en las sugerencias de resultados; es decir, que hasta que no se escribe el nombre de usuario completo, no aparece como resultado. En diciembre de 2022, Instagram declaró que comunicará a los usuarios cuyo contenido posiblemente no sería visible a sus no seguidores (como en la sección Explorar), dándole las razones del porqué.

### Salud mental
De acuerdo a publicaciones de la Asociación Estadounidense de Psicología (APA), el uso de Instagram trae consigo efectos beneficiosos y también perjudiciales para la salud mental de los jóvenes, dependiendo del uso que se le de. Estudios científicos vincularon el uso de Instagram con un efecto negativo en adolescentes que padecen depresión, ansiedad social, una preocupación exacerbada de la imagen corporal, problemas de autoestima, entre otras complicaciones.
El 26 de febrero de 2025, el apartado de Instagram Reels sufrió una falla en su algoritmo desde altas horas de la madrugada cuando se empezó a recomendar masivamente contenido de índole violento o gráfico a múltiples usuarios de la plataforma, incluyendo a menores de edad. Pasadas las horas, este error sería solucionado por parte del equipo de Meta para posteriormente pedir disculpas por lo sucedido.

## Premios
- En enero de 2011, Instagram fue el subcampeón de «Mejor aplicación móvil» en el TechCrunch Crunchies de 2010.
- En mayo de 2011, Kevin Systrom aparece en el número 66 en «Las 100 personas más creativas en los negocios en 2011».
- En junio de 2011 la revista «30 Under 30» incluyó a los cofundadores (Systrom y Krieger) en su lista.
- En septiembre de 2011, Instagram ganó «Mejor aplicación Fabricación local» en el «SF Weekly Web Awards».
- En diciembre de 2011, Apple Inc. reconoció a Instagram como «App del año» 2011.
- En 2015 Instagram fue número uno en el ranking «Las 100 mejores apps de iPhone» creado por Mashable, quienes destacaron que Instagram era «una de las redes sociales más influyentes en el mundo».[65]
- En junio de 2017, MTV MIAW. reconoció a Instagram como «Adicción del Año» 2017.